# Hadimassa

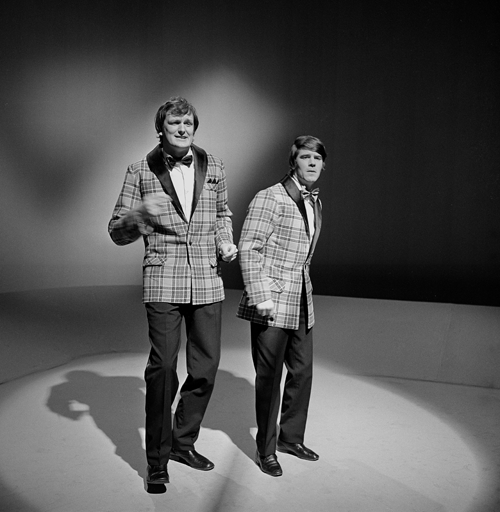
Wim de Bie en Kees van Kooten in Hadimassa (1970)

Hadimassa was een populair satirisch Nederlands televisieprogramma dat van 1967 tot 1972 door de VARA werd uitgezonden. Het programma werd geregisseerd door Dimitri Frenkel Frank en gespeeld door Kees van Kooten, Wim de Bie, Ton van Duinhoven, Ton Lensink, Annemarie Oster, Tim Krabbé, Herman Schoonderwalt, Henk van Ulsen en anderen.
Hadimassa leverde Frenkel Frank in juni 1970 de Zilveren Nipkowschijf op, een prestigieuze Nederlandse televisieprijs.
In 1972 ontstond een kleine rel toen Kees van Kooten en Wim de Bie in een sketch in het kader van weerzinwekkende gesprekken discriminerende opmerkingen maakten over joden, homoseksuelen en zwarten (met de bedoeling mensen die dit soort dingen zeggen te kijk te zetten). Veel mensen vonden dit erg kwetsend. Van Kooten en De Bie boden toen op de televisie hun excuses aan voor deze uitglijder.
In dezelfde uitzending vertolkten Van Kooten en De Bie ook het nummer 1948 (Toen was geluk heel gewoon). Het is een nostalgisch nummer over het leven in Nederland in de wederopbouw, het Nederland onder Drees op melodie van het nummer Alone Again (Naturally) van Gilbert O'Sullivan. 1948 werd eind 1972 in een uitvoering van Gerard Cox een kleine hit. In 1994 begon Cox samen met Sjoerd Pleijsier de nostalgische televisieserie Toen was geluk heel gewoon.

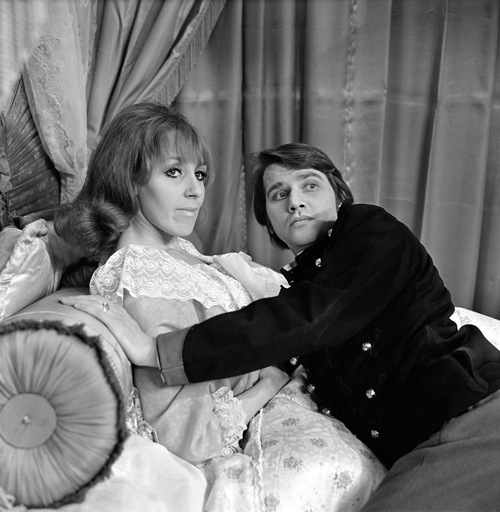
Carola Gijsbers van Wijk en Willem Nijholt (Hadimassa 1968)
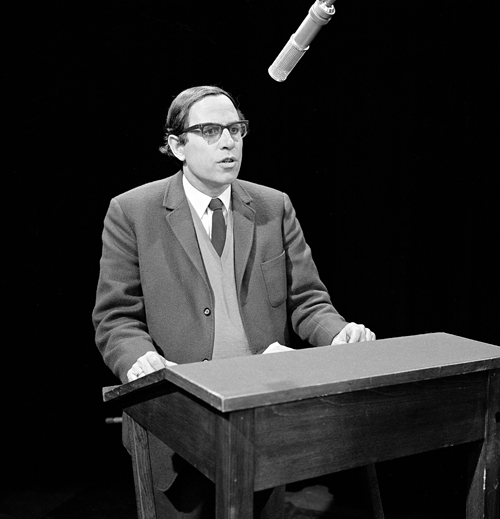
Cees Buddingh (1967)
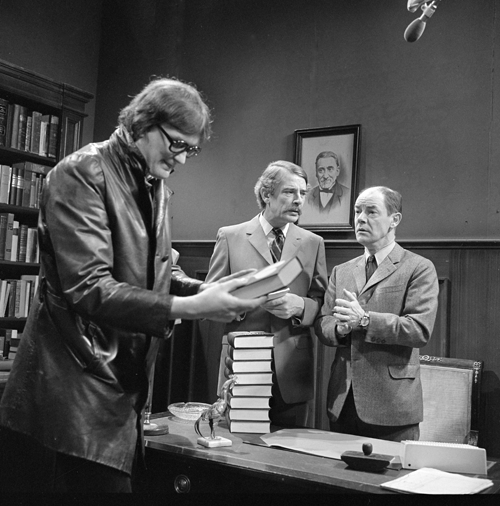
Wim de Bie, Ton Lensink en Ton van Duinhoven (1970)
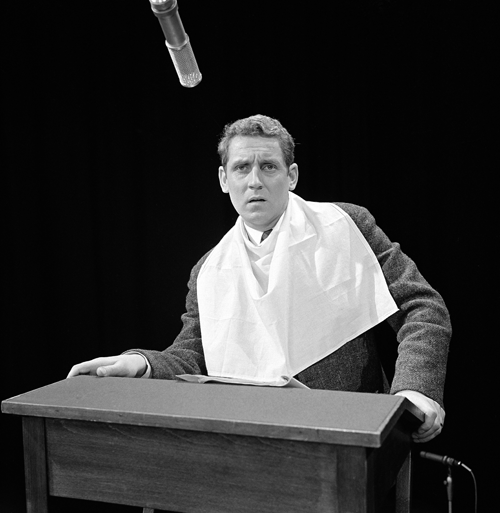
John Lanting (1967)
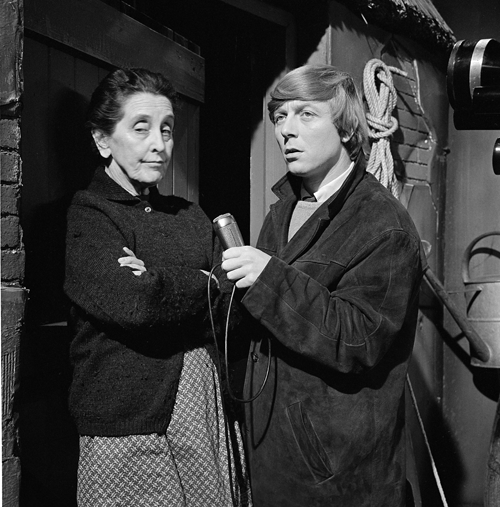
Loudi Nijhoff en Aart Staartjes (1967)
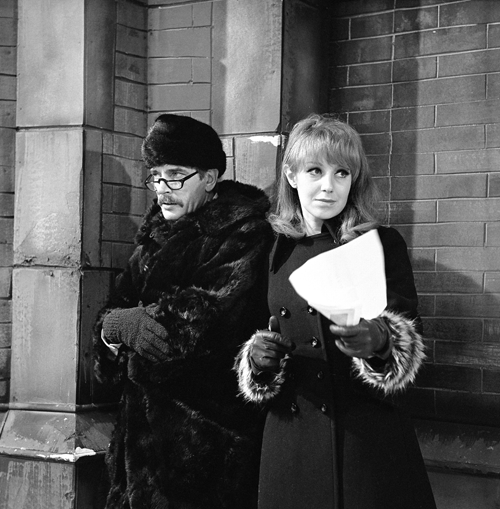
Ton Lensink en Carola Gijsbers van Wijk (1968)